# 卡帕拉 (庫蒂亞拉省)
卡帕拉（法語：Kapala），是馬里的城鎮，位於該國南部，由錫卡索區的庫蒂亞拉省負責管轄，面積199平方公里，海拔高度316米，2009年人口4,064，人口密度每平方公里20人。